# Polnische Mannschaftsmeisterschaft im Schach 1934
Die polnische Mannschaftsmeisterschaft im Schach 1934 war die zweite Austragung dieses Wettbewerbs. Neben den Stadtauswahlen aus Warszawa, Łódź, Kraków, Lwów und Poznań sowie der Mannschaft der województwo śląskie, die bereits an der ersten polnischen Mannschaftsmeisterschaft 1929 teilgenommen hatte, waren die Stadtauswahl aus Wilno und die Mannschaft der województwo pomorskie am Start. Wie bei der Erstaustragung wurde die Warschauer Mannschaft polnischer Mannschaftsmeister.
Zu den Mannschaftskadern siehe Mannschaftskader der polnischen Mannschaftsmeisterschaft im Schach 1934.

## Modus
Die acht teilnehmenden Mannschaften bestritten ein einfaches Rundenturnier, gespielt wurde an sechs Brettern. Über die Platzierung entschied die Anzahl der Brettpunkte (ein Punkt für einen Sieg, ein halber Punkt für ein Remis, kein Punkt für eine Niederlage).

## Termine und Spielort
Das Turnier wurde vom 10. bis 14. Mai im Savoy Hotel in Katowice ausgetragen.

## Abschlusstabelle
| Pl. | Verein       | Sp | G | U | V | Brett-P.  |
| --- | ------------ | -- | - | - | - | --------- |
| 01. | Warszawa (M) | 7  | 5 | 1 | 1 | 29,5:12,5 |
| 02. | Łódź         | 7  | 6 | 1 | 0 | 29,0:13,0 |
| 03. | Lwów         | 7  | 4 | 2 | 1 | 25,0:17,0 |
| 04. | Kraków       | 7  | 3 | 1 | 3 | 23,0:19,0 |
| 05. | Śląsk        | 7  | 3 | 2 | 2 | 18,5:23,5 |
| 06. | Pomorze      | 7  | 1 | 2 | 4 | 15,5:26,5 |
| 07. | Wilno        | 7  | 0 | 2 | 5 | 14,5:27,5 |
| 08. | Poznań       | 7  | 0 | 1 | 6 | 13,0:29,0 |

## Entscheidungen
|     | Polnischer Meister: Warszawa |
| (M) | Meister der letzten Saison   |

## Kreuztabelle
| Ergebnisse | Ergebnisse | 01. | 02. | 03. | 04. | 05. | 06. | 07. | 08. |
| ---------- | ---------- | --- | --- | --- | --- | --- | --- | --- | --- |
| 01.        | Warszawa   |     | 3   | 2½  | 4   | 5   | 5   | 5½  | 4½  |
| 02.        | Łódź       | 3   |     | 3½  | 4   | 5   | 4½  | 5½  | 3½  |
| 03.        | Lwów       | 3½  | 2½  |     | 3   | 3   | 4½  | 3½  | 5   |
| 04.        | Kraków     | 2   | 2   | 3   |     | 2½  | 5   | 3½  | 5   |
| 05.        | Śląsk      | 1   | 1   | 3   | 3½  |     | 3   | 3½  | 3½  |
| 06.        | Pomorze    | 1   | 1½  | 1½  | 1   | 3   |     | 3   | 4½  |
| 07.        | Wilno      | ½   | ½   | 2½  | 2½  | 2½  | 3   |     | 3   |
| 08.        | Poznań     | 1½  | 2½  | 1   | 1   | 2½  | 1½  | 3   |     |

## Die Meistermannschaft
| 1.            | Warszawa |
| Schachfiguren | Dawid Przepiórka, Mieczysław Najdorf, Leon Kremer, Leon Tuhan-Baranowski, Jerzy Jagielski, Zbigniew Miller, Jakub Sternfeld. |